# خدمات الطيران الوطنية
شركة خدمات الطيران الوطنية (ناس) هي شركة تقدم خدمات طيران، ومقرها مدينة الكويت. وتغطي خدماتها حاليًا 55 مطارًا في دول الأسواق الناشئة في إفريقيا وآسيا والشرق الأوسط.

## الخلفية
تأسست شركة ناس عام 2003، بدءًا بعميل طيران واحد في مطار الكويت الدولي. واعتبارًا من عام 2006، بدأت شركة ناس أولى عملياتها خارج الكويت في العقبة، قبل أن تبدأ عملياتها في الهند السودان عام 2010، وساحل العاج عام 2015، والمغرب عام 2016. وفي عام 2008، حصلت شركة ناس على تدقيق السلامة من الاتحاد الدولي للنقل الجوي (IATA) للعمليات الأرضية (ISAGO).
في عام 2017، استحوذت شركة ناس على شركة خدمات المناولة في عنتيبي وأعادت تسميتها إلى خدمات الطيران الوطنية في أوغندا. وفي العام نفسه، بدأت شركة ناس عملياتها في ليبيريا، ثم جمهورية الكونغو الديمقراطية والعراق وإيطاليا وغينيا بيساو في عام 2020.
في أبريل 2021، أبرمت ناس اتفاقية مع بيدفيست جروب للاستحواذ على خدمات بيداير مقابل مبلغ غير معلن عنه وأكملت الصفقة في يونيو 2021.
في أكتوبر 2021، استحوذت شركة ناس على حصة 51% في شركة سيجينون للطيران، وهي شركة لإدارة شحنات الطيران والمناولة الأرضية، وهي شركة تابعة لمجموعة سيجينون في كينيا مقابل 40 مليون دولار أمريكي، ونتيجة لذلك، تولت شركة ناس إدارة شركة سيجينون للطيران.

## وصلات خارجية
- الموقع الرسمي (بالإنجليزية)